# Congresso Nacional do Povo
O Congresso Nacional Popular da República Popular da China (em chinês: 中华人民共和国全国人民代表大会), usualmente referido apenas como Congresso Nacional do Povo ou Assembleia Nacional Popular (em chinês: 全国人民代表大会; pinyin: Quánguó Rénmín Dàibiǎo Dàhuì; lit.: Reunião Nacional dos Representantes do Povo), é o mais alto órgão do poder estatal e poder legislativo da República Popular da China. O congresso é composto por 2.980 membros que são eleitos para um mandato de cinco anos e se reúnem anualmente em sessão plenária, que duram cerca de duas semanas, para votar importantes peças legislativas. As sessões anuais geralmente ocorrem no período da primavera no Grande Salão do Povo, localizado no lado oeste da Praça Tiananmen, em Pequim.
Conforme a Constituição da República Popular da China, o Congresso Nacional Popular é estruturado como o poder legislativo unicameral com o poder de jure de legislar e supervisionar as operações do governo, da Suprema Corte, dos comitês especiais, da Suprema Procuradoria e da Comissão Militar Central, bem como elege os principais oficiais de Estado. Todavia, a imprensa estrangeira comumente descreve o Congresso Nacional Popular como sendo de facto um órgão de chancelaria e aprovação das decisões do Partido Comunista da China, devido a grande influência exercida pelos membros do partido e, em especial, pelo Comitê Permanente do Politburo do Partido Comunista.
A maior parte do poder do órgão é exercido pelo Comitê Permanente do Congresso, que é composto por 170 legisladores que se reúnem em sessões contínuas durante o ano enquanto a sessão plenária em conjunto com os demais membros não é realizada. Os integrantes do congresso têm permissão para ocupar simultaneamente cargos em outros órgãos do governo e do partido, e devido a essa possibilidade todos os altos funcionários da política chinesa estão presentes no Congresso Nacional Popular. Em contraste, os membros do Comitê Permanente não estão autorizados a ocupar simultaneamente cargos em posições executivas ou judiciais.
As sessões anuais do congresso geralmente são programadas para ocorrer juntamente com as reuniões da Conferência Consultiva Política do Povo Chinês, um órgão consultivo cujos membros representam diversos grupos sociais. Como o Congresso Nacional Popular e a Conferência Consultiva Política do Povo Chinês são os principais órgãos deliberativos da China, eles são frequentemente chamados de Lianghui (Duas Sessões).

## Processo legislativo
O processo legislativo do Congresso Nacional Popular funciona de acordo com um plano de trabalho de cinco anos elaborado pela Comissão de Assuntos Legislativos. Dentro do plano de trabalho, uma peça legislativa específica é elaborada por um grupo de legisladores ou órgãos administrativos dentro do Conselho de Estado. Essas propostas são reunidas em uma agenda anual que descreve o trabalho do congresso em um determinado ano. Isso é seguido por uma consulta de especialistas e da aprovação do Partido Comunista. Posteriormente, a legislação passa por três leituras e consulta pública e, por fim, a aprovação final é feita em uma sessão plenária na qual, por convenção, a votação é quase unânime.
O congresso nunca rejeitou um projeto de lei do governo até 1986, durante os procedimentos da Lei de Falências, em que um projeto de lei foi revisado e aprovado na mesma sessão. Uma rejeição total sem que uma versão revisada fosse aprovada ocorreu em 2000, quando uma Lei de Rodovias foi rejeitada, a primeira ocorrência em sessenta anos de história. Além disso, em 2015, o congresso se recusou a aprovar um pacote de projetos de lei proposto pelo Conselho de Estado, insistindo que cada projeto requer uma votação separada e um processo de revisão. O tempo para a aprovação de uma proposta legislativa varia e pode ocorrer num período curto de seis meses, ou levar até 15 anos para legislações mais controversas, como o caso da Lei Antimonopólio.

## Eleição e adesão
Em 2018, o Congresso Nacional Popular era composto por cerca de 2.980 legisladores, tornando-se o maior órgão parlamentar do mundo. Os parlamentares do Congresso Nacional Popular são eleitos para mandatos de cinco anos por meio de um sistema eleitoral representativo de vários níveis. Eles são eleitos pelas assembleias populares provinciais, que por sua vez são eleitas pelas assembleias de nível inferior, e assim por diante através de uma série de níveis até as assembleias populares locais, que são eleitas diretamente pelo eleitorado.

### Delegações de Hong Kong e Macau
Hong Kong tem uma delegação separada desde a 9ª legislatura do congresso, em 1998, e Macau desde a 10ª legislatura, em 2003. Os delegados de Hong Kong e Macau são eleitos através de um colégio eleitoral e não por voto popular, mas incluem figuras políticas significativas que são residentes nas regiões. Os colégios eleitorais que elegem os membros de Hong Kong e Macau são em grande parte semelhantes em composição aos órgãos que elegem os chefes executivos dessas regiões. Para se candidatar às eleições, o candidato deve ser validado pelo presidium do colégio eleitoral e deve concordar em respeitar a constituição da RPC e a Lei Básica.
De acordo com a política de um país, dois sistemas, o Partido Comunista Chinês (PCC) não opera em Hong Kong ou Macau, e nenhum dos delegados das regiões estão formalmente afiliados ao PCC. No entanto, o comitê eleitoral que elege os delegados de Hong Kong e Macau é composto principalmente por partidários do establishment pró-Pequim e, até agora, todos os candidatos eleitos de ambas as regiões são de partidos pró-Pequim.
Em contraste com a China continental, onde os partidos de oposição política não são permitidos, cerca de um quarto do colégio eleitoral é controlado pela oposição política. Os candidatos da oposição foram autorizados a concorrer a cadeiras no congresso, embora nenhum candidato da oposição tenha sido eleito até o momento. Na última eleição de 2017, a oposição pan-democrática se recusou a apoiar candidatos porque acreditava que as mudanças constitucionais ocorridas tornaram inútil conseguir uma cadeira no congresso. Nesta eleição, o presidium se recusou a permitir a candidatura de vários candidatos pró-independência, alegando que estes se recusaram a assinar o formulário eleitoral comprometendo-se a defender a constituição e a Lei Básica. No entanto, o presidium permitiu a candidatura de várias figuras pró-democracia moderadas que não puderam ser eleitas.
Embora a oposição pan-democrática em Hong Kong não tenha votos suficientes para eleger um candidato da oposição, eles expressaram a convicção de que têm cadeiras suficientes para influenciar quais figuras pró-Pequim podem ser eleitas.
O método atual de eleição de delegações das regiões administrativas especiais começou após a transferência de soberania para a República Popular da China. Entre 1975 até as transferências das regiões para a China, Hong Kong e Macau estiveram representados por delegações eleitas pelo Congresso Provincial de Guangdong.

#### Delegados de Macau no 14° congresso
Foram eleitos em dezembro de 2022, por um círculo de 517 membros, os seguintes 12 representativos:
- Lao Ngai Leong, empresário, vice-presidente da Associação Comercial de Macau e da Associação de Beneficência Tong Sin Tong e líder informal do grupo,
- Kou Hoi In, presidente da Assembleia Legislativa de Macau desde 2019;
- Ng Siu Lai, presidente da União Geral das Associações dos Moradores de Macau (Kai Fong);
- Wan Nang Hon, diretor-geral do jornal Ou Mun Iat Pou (Diário de Macau);
- Vong Hin Fai, advogado, presidente da Associação dos Advogados de Macau e deputado;
- Chan Hong, ex-deputada e directora da Escola Hou Kong;
- Kevin Ho King Lun, empresário, diretor do banco Tai Fung, e sobrinho do Edmund Ho;
- Si Ka Lon, representante da comunidade de Fujian e deputado desde 2013;
- José Chui Sai Peng, urbanista e irmão do Fernando Chui Sai On;
- Ho Sut Heng, presidente da Federação das Associações dos Operários de Macau (Gung Luen);
- Dominic Sio Chi Wai, empresário, presidente do Centro de Pesquisa Estratégica para o Desenvolvimento de Macau e director da CESL Asia;
- Iong Weng Ian, presidente do conselho fiscal da Associação Geral das Mulheres de Macau (Fu Luen).

### Delegação de Taiwan
O Congresso Nacional Popular incluiu uma delegação de Taiwan desde sua 4ª legislatura em 1975, em linha com a posição da República Popular da China de que Taiwan é uma província do país. Antes dos anos 2000, os delegados de Taiwan eram em sua maioria membros taiwaneses do Partido Comunista Chinês que fugiram de Taiwan depois de 1947. Eles agora estão falecidos ou muito velhos e, nas últimas três composições do congresso, apenas um dos delegados de Taiwan verdaderamente nasceu em Taiwan (Chen Yunying, esposa do economista Justin Yifu Lin); os restantes são "compatriotas de Taiwan de segunda geração", cujos pais ou avós vieram de Taiwan. A atual delegação de Taiwan no congresso foi eleita por uma "Conferência Eleitoral Consultiva" escolhida na última sessão da 11ª legislatura do parlamento.

### Delegação do Exército de Libertação Popular
O Exército de Libertação Popular tem uma grande delegação desde a fundação do Congresso Nacional Popular, sempre constituindo entre 4% (3ª legislatura) a 17% (4ª legislatura) do total de delegados. Desde a 5ª legislatura, eles normalmente ocupam cerca de 9% do total das cadeiras parlamentares e é consistentemente a maior delegação do congresso. Na 12ª legislatura, por exemplo, sua delegação era composta por 268 membros; a próxima maior delegação é a Shandong, com 175 membros.

### Minorias étnicas e delegados ultramarinos chineses
Para as três primeiras legislaturas, havia uma delegação especial para os chineses que retornaram do exterior, mas isso foi eliminado a partir da 4ª legislatura, e embora os chineses do exterior continuem sendo um grupo reconhecido no congresso, eles agora estão espalhados entre as várias delegações. O congresso também reconhece 55 grupos étnicos minoritários na China, e havia pelo menos um delegado pertencente a cada um desses grupos na 12ª legislatura. Esses delegados frequentemente pertencem a delegações de regiões autônomas da China, como Tibete e Xinjiang, mas delegados de alguns grupos, como o povo Hui (muçulmanos chineses), pertencem a diferentes delegações.

## Relacionamento com o Partido Comunista Chinês
Segundo a Constituição da República Popular da China, é garantido ao Partido Comunista Chinês um papel de liderança, e o Congresso Nacional Popular, portanto, não serve como um fórum de debate entre o governo e os partidos de oposição. Ao mesmo tempo, a constituição subordina o partido às leis aprovadas pelo Congresso Nacional Popular, e o parlamento tem sido o fórum de debates e resolução de conflitos entre diferentes grupos de interesse. O PCC mantém o comando do congresso, controlando a seleção de delegados, mantendo o controle sobre a agenda legislativa e controlando o processo de emenda constitucional.

### Papel do Partido Comunista na seleção de delegados
O Partido Comunista Chinês mantém o controle sobre a composição das assembleias populares em vários níveis, especialmente no Congresso Nacional Popular. Em nível local, há uma considerável descentralização no processo de pré-seleção de candidatos, com espaço para a política interna partidária e para a participação de candidatos não comunistas. A estrutura do sistema eleitoral escalonada torna difícil para um candidato se tornar membro das assembleias populares de nível superior sem o apoio de políticos de nível inferior, ao mesmo tempo que torna impossível para a burocracia do partido controlar completamente o processo eleitoral.
Um desses mecanismos é o limite do número de candidatos em proporção ao número de vagas disponíveis. Em nível nacional, por exemplo, um máximo de 110 candidatos são permitidos por 100 cadeiras; no nível provincial, essa proporção é de 120 candidatos por 100 cadeiras. Essa proporção aumenta para cada nível inferior das assembleis populares, até que o nível mais baixo não tenha limite para o número de candidatos para cada cadeira. No entanto, o site do Congresso afirma que "Em uma eleição indireta, o número de candidatos deve ultrapassar em 20% a 50% o número a ser eleito". A prática de ter mais candidatos do que cadeiras para os cargos de delegados tornou-se padrão, e é diferente da prática soviética em que todos os cargos de delegados eram selecionados pelo partido central. Embora os limites na seleção de membros permitam que a liderança do partido bloqueie candidatos que considera inaceitáveis, também faz com que candidatos impopulares sejam removidos no processo eleitoral. Aqueles que desafiam diretamente o governo do Partido Comunista não são tolerados, bem como são improváveis de ocorrer devido ao controle que a cúpula do partido tem sobre a seleção de delegados.
Além disso, a constituição do Congresso Nacional Popular prevê que a maior parte de seu poder seja exercido diariamente por sua Comissão Permanente. Devido à sua esmagadora maioria no congresso, o Partido Comunista tem total controle sobre a composição do Comitê Permanente, permitindo-lhe controlar as ações do Congresso Nacional Popular. O partido também usa o congresso como um mecanismo para coordenar diferentes interesses, pesar diferentes estratégias e incorporar essas visões em projetos de lei.
Embora a aprovação do partido seja essencial para ingressar no congresso, aproximadamente um terço dos assentos são, por convenção, reservados para não membros do Partido Comunista. Isso inclui especialistas técnicos e membros dos partidos aliados menores. Embora esses membros forneçam conhecimento técnico e uma diversidade um pouco maior de pontos de vista, eles não funcionam como uma oposição política.

### Papel do Partido Comunista no processo legislativo
Segundo a lei chinesa, o Partido Comunista está proibido de introduzir propostas legislativas diretamente no congresso, porém o partido pode solicitar que ministérios do governo ou membros individuais apresentem a legislação em nome do partido. O papel principal do Partido Comunista no processo legislativo é amplamente exercido durante a fase de elaboração da legislação. Antes que o congresso considere a legislação, existem grupos de trabalho que estudam o tema proposto, e é necessário que a liderança do partido concorde "em princípio" com quaisquer mudanças legislativas. Esse processo se sobrepõe à fase inicial de redação, já que questões particularmente controversas ou delicadas requerem a aprovação e o consenso da liderança do partido.

### Papel do Partido Comunista nas emendas constitucionais
A liderança do Partido Comunista desempenha um papel particularmente importante na aprovação de emendas constitucionais. Em contraste com a legislação ordinária — na qual a liderança do partido aprova a legislação em princípio, e na qual a legislação é introduzida por ministros do governo ou membros individuais do Congresso Nacional Popular —, as emendas constitucionais são elaboradas e debatidas dentro do partido, aprovadas pelo Comitê Central do Partido e, em seguida, apresentado ao Congresso Nacional Popular. Em contraste com a legislação ordinária, na qual o processo é dirigido pela Lei Legislativa, o processo de revisão constitucional é amplamente descrito por documentos do partido.